# 菊名駅

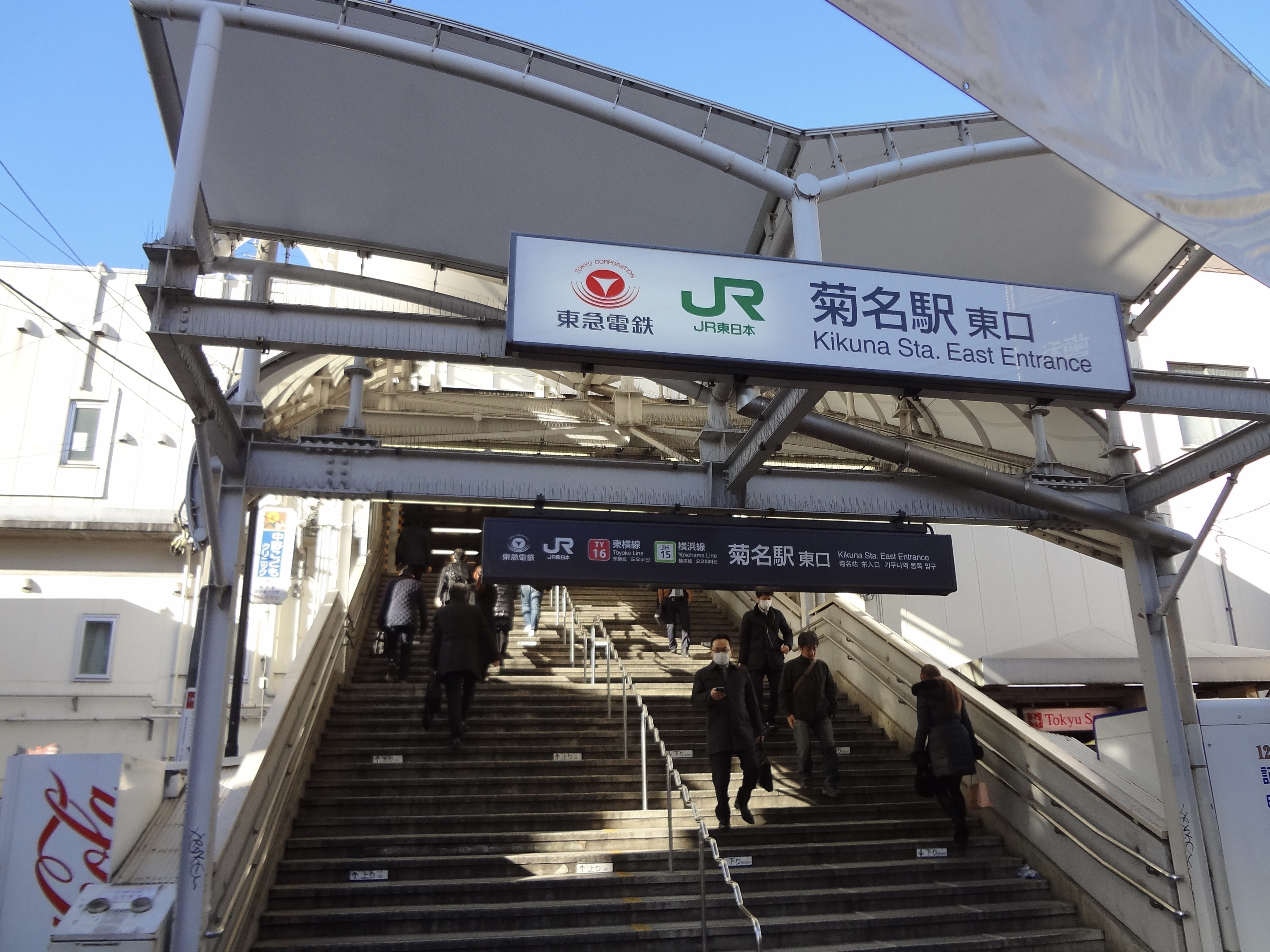
東口（2017年12月）

菊名駅（きくなえき）は、神奈川県横浜市港北区菊名七丁目にある、東日本旅客鉄道（JR東日本）・東急電鉄の駅である。

## 乗り入れ路線
JR東日本の横浜線と東急の東横線の2路線が乗り入れ、接続駅となっている。JR東日本の駅は特定都区市内制度における「横浜市内」に属している。
- JR東日本： 横浜線 - 駅番号「JH 15」[報道 1]
- 東急電鉄： 東横線 - 駅番号「TY16」

## 歴史

### 年表 (横浜鉄道→国鉄→JR)
- 1908年（明治41年）9月23日：横浜鉄道が東神奈川 - 八王子駅間開通[2]。現在の本駅付近には駅は設置されず。
- 1926年（大正15年）9月1日：鉄道省の菊名駅が開業[3]。
- 1927年（昭和2年）3月：菊名連絡線が開通[4][5]。
- 1966年（昭和41年）9月：菊名連絡線が撤去される[4]。
- 1970年（昭和45年）
  - 3月14日：営業範囲を一般運輸営業から旅客、手荷物、小荷物及び小口扱貨物に改正。[6]
  - 4月1日：営業範囲を旅客、手荷物、小荷物及び小口扱貨物から旅客に改正。[7]
- 1972年（昭和47年）7月27日[8]：大雨時に東急の線路が冠水する問題を解決するため横浜線も線路を嵩上げ。同時期に、相対式ホームから島式ホーム化される。
- 1987年（昭和62年）4月1日：国鉄分割民営化によりJR東日本の駅となる[3]。駅の管理は引き続き東急が行う。
- 1994年（平成6年）：東横線との乗換通路途中に連絡改札が設置される。これと同時にJR東日本の出札改札用の駅舎も完成し、横浜線部分は従来の東急委託からJR東日本が管理を開始。
- 2006年（平成18年）3月18日：ダイヤ改正により、横浜線を走行する快速の停車駅となる（横浜線快速停車駅追加は第3号である）。
- 2010年（平成22年）3月：ホームに設置されている案内サインが、新しい省エネタイプ（薄型反射透過フィルム型）に更新される。
- 2017年（平成29年）12月17日：新駅舎の供用開始に伴い、西口エレベーターの使用を開始。連絡改札が廃止になる[報道 2]。
- 2018年（平成30年）2月28日：改札内のエレベーター使用開始[報道 3]。バリアフリー工事終了[報道 3]。
- 2021年（令和3年）
  - 11月7日：横浜線ホームでスマートホームドアの使用を開始[報道 4]。
  - 12月20日：みどりの窓口の営業を終了[9][10]。
- 2022年（令和4年）2月1日：話せる指定席券売機を導入[9][10]。

### 年表 (東急電鉄)
- 1926年（大正15年）2月14日：東京横浜電鉄の菊名駅が開業[4]。
- 1927年（昭和2年）3月：菊名連絡線が開通[4][5]。
- 1966年（昭和41年）9月：菊名連絡線が撤去される[4]。
- 1972年（昭和47年）7月27日[11]：大雨時に東急の線路が冠水する問題を解決するため線路を嵩上げすることとなり、それに合わせて駅舎を橋上駅舎化。この際に2面4線化され引き上げ線も完成する[4]。この引き上げ線は1988年に日比谷線直通列車が乗り入れるまで非常時以外はほとんど使用されず、時々レールの錆取りなどに回送列車などが使用していた。
- 1974年（昭和49年）：駅本屋内に東急ストア菊名店が開業。
- 1982年（昭和57年）4月1日：急行列車に大形20 m車8両編成の投入が開始され、東横線当駅でのドア非扱いが始まる[12]。
- 1988年（昭和63年）8月9日：ダイヤ改正により、日比谷線直通列車の運転区間が日吉駅改良工事に伴い当駅まで延伸される。また、平日の朝に加え、夕方以降にも急行との緩急接続を実施するようになる。
- 1989年（平成元年）12月：東横線当駅のドア非扱い解消のため、大倉山 - 菊名間連続立体交差事業（大倉山 - 菊名間踏切除却立体交差工事）に着手[13][14]。
- 1991年（平成3年）：東横線日吉駅の改良工事が完成し、日中の日比谷線直通運転区間が同駅までとなる。
- 1993年（平成5年）
  - 3月23日：東横線大倉山 - 菊名間踏切除却立体交差工事の進捗に伴い、当駅に隣接していた大倉山3号踏切が廃止される[15]（前日まで通行可）[14]。
  - 3月31日：東横線当駅における大形20 m8両編成の渋谷方1両のドア非扱いを終了[15][14]。翌4月1日からは全車両のドア扱いとなる[15]。
- 1994年（平成6年）：横浜線との乗換通路途中に連絡改札が設置される。
- 1995年（平成7年）3月17日：ホームの本設工事・跨線人道橋が完成する[16]。およそ5年強におよんだ東横線大倉山 - 菊名間連続立体交差事業（大倉山 - 菊名間踏切除却立体交差工事）が竣工[16]。
- 2001年（平成13年）
  - 3月28日：ダイヤ改正により、特急運行を開始。また、当駅で終日緩急接続を実施するようになる。
  - 11月18日：JR東日本でICカード「Suica」の利用が可能となる。
- 2002年（平成14年）3月：東横線上りホームが最大1.3m拡幅される[17]。
- 2007年（平成19年）8月23日：ダイヤ改正により、日吉駅2・3番線ホームを東横線から目黒線への発着路線変更に伴う工事を行うため、日比谷線直通列車は終日当駅までの運転となる。
- 2009年（平成21年）10月31日：定期券売り場の営業を終了[18]。
- 2013年（平成25年）3月15日：3月16日の東横線と副都心線の相互直通運転開始に伴い、当駅まで乗り入れた日比谷線直通運転が終了となる。
- 2016年（平成28年）3月21日：下りホームでホームドアの使用を開始。
- 2017年（平成29年）
  - 3月20日：上りホームでホームドアの使用を開始。
  - 12月17日：西口エレベーターの使用を開始。連絡改札が廃止になる[報道 5]。
- 2018年（平成30年）
  - 7月29日：中央改札（JR側）を新設。東改札移設。
  - 11月25日：東改札が従来の場所に戻る。
- 2019年（平成31年）3月16日：当駅始発の急行2本が東武東上線の小川町駅までの運行になった。
- 2020年（令和2年）3月16日：東急駅のリニューアル工事が完成。駅構内にローソン＋toks、渋谷しぶそば、三菱UFJ銀行のATMが設けられる。

### 駅名の由来
駅設置時、橘樹郡大綱村大字菊名に位置していたため、地名を採ったもの。

## 駅構造

### JR東日本
島式ホーム1面2線を有する高架駅。ホームは盛土上にあり、カーブしている。
社員配置駅。改札口は1箇所で、2017年12月17日よりホーム上の4階に移設、階段位置がホーム中ほどに変更となり、新たにエスカレーターと2018年2月28日から改札とホームを結ぶエレベーターも新設された。管理駅として大口駅を管理する。構内には話せる指定席券売機・指定席券売機・NewDaysKIOSKが設置されている。
2017年12月16日までは東神奈川駅寄りに階段があり、右側が東急東横線への乗換改札、左側がJR改札口（西口）へと続き乗換改札口はJR管理で、自動精算機（乗継対応）、有人改札窓口と共に東急側には当日分みどりの窓口が設置されていた。なお、同精算機 の東急線切符には左上に「(東京急行)」と記載されていた。
東京電鉄が管理していた時代は、東急電鉄の定期券うりばにマルス端末を設置し、JRの定期券、遠距離乗車券、特急券を販売していた。

#### のりば
| 番線 | 路線   | 方向 | 行先                     |
| ---- | ------ | ---- | ------------------------ |
| 1    | 横浜線 | 上り | 東神奈川・横浜・大船方面 |
| 2    | 横浜線 | 下り | 新横浜・町田・八王子方面 |

（出典：JR東日本:駅構内図）

#### 2006年まで快速通過駅
横浜線には、1988年3月13日のダイヤ改正から快速列車が設定されたが、当駅は東急東横線との乗換駅で利用者が多い（横浜線では新横浜 - 当駅間が輸送量の一番多い区間である）にもかかわらず、東急東横線への旅客流出防止対策として快速は2006年3月17日まで通過していた。
そのため、当駅周辺では地元住民による菊名駅を快速停車駅にするように働きかける市民運動も度々展開されていた。快速停車駅に追加されたのは同年3月18日のダイヤ改正からである。
神奈川新聞の記事によると、快速を当駅に停車させた理由として、市民運動の結果だけではなく、東急東横線自由が丘方面から桜木町・関内方面へ利用してもらうためでもあり、従来「八王子方面から東急東横線桜木町方面への旅客流出防止のための通過」を行っていたところを東急東横線の横浜 - 桜木町間が廃止されたことにより逆に東急線から乗客を取り込むための停車へと方針転換したことが大きな要因である。

#### バリアフリー化
横浜市道路局は2010年3月31日にJR駅舎の改良を記者発表した。
2014年4月から改良工事に着工し一部2017年12月17日より使用開始、駅全体の改修工事は2019年3月18日に竣工した。

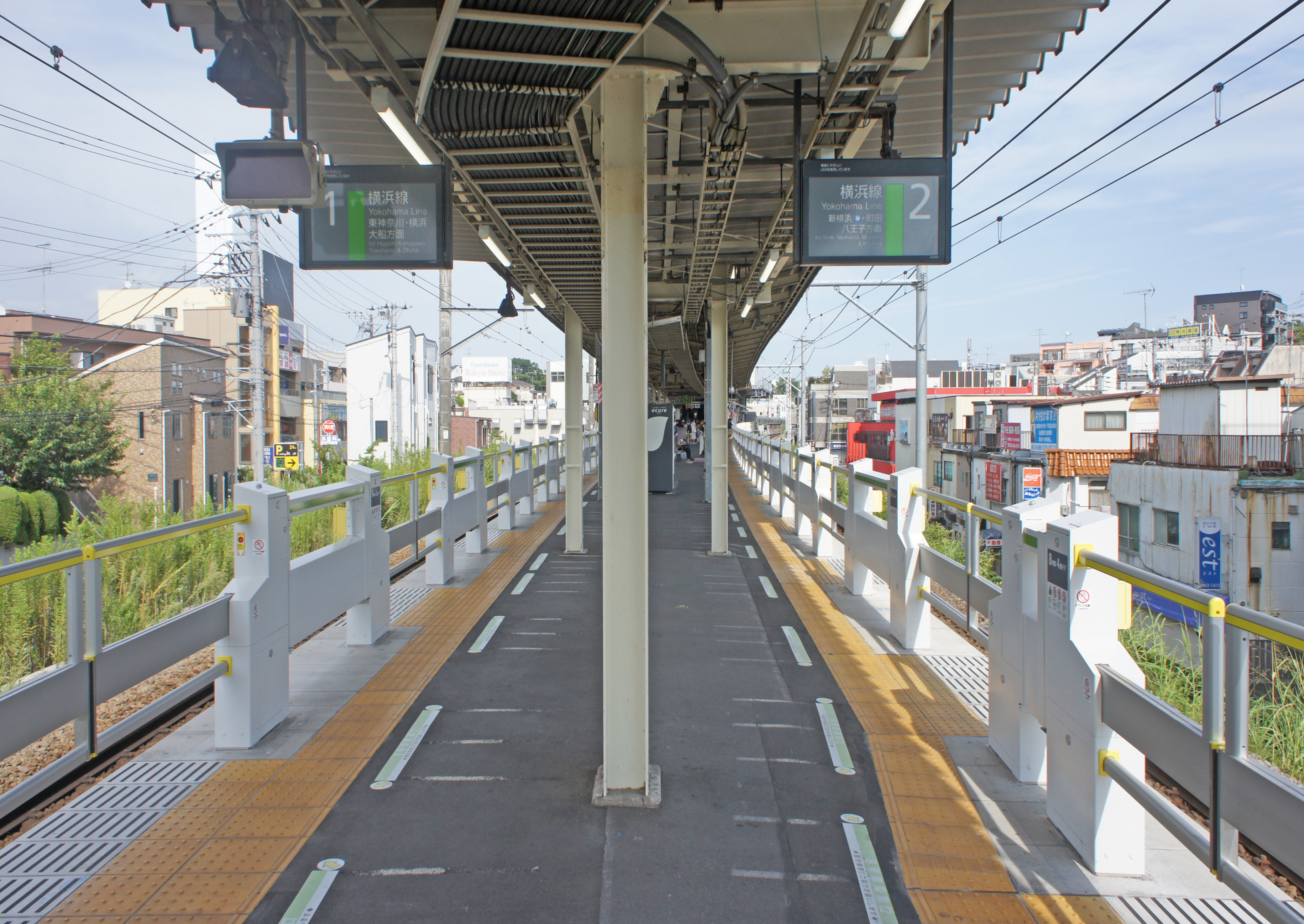
ホーム（2022年8月）
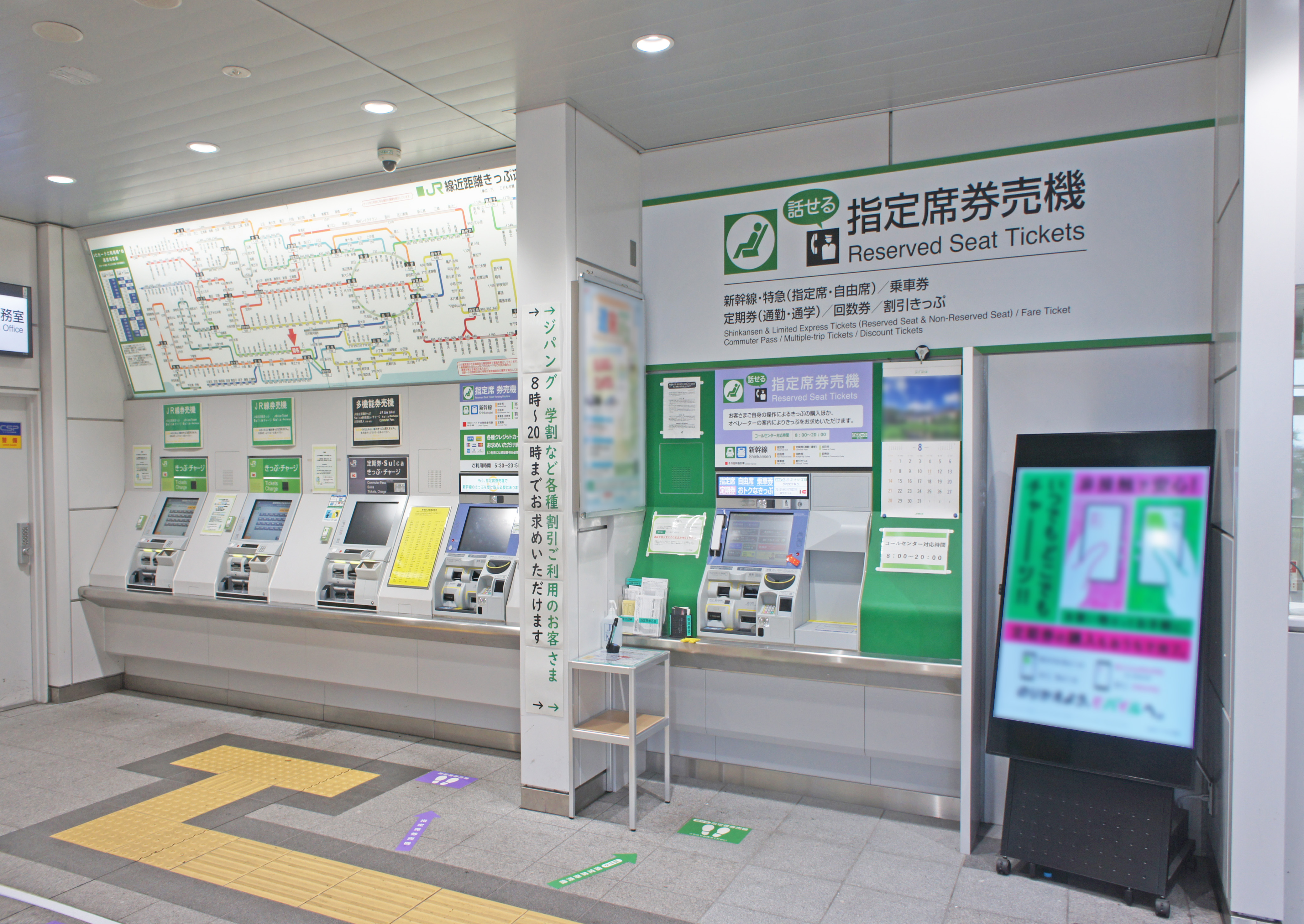
自動券売機（2022年8月）
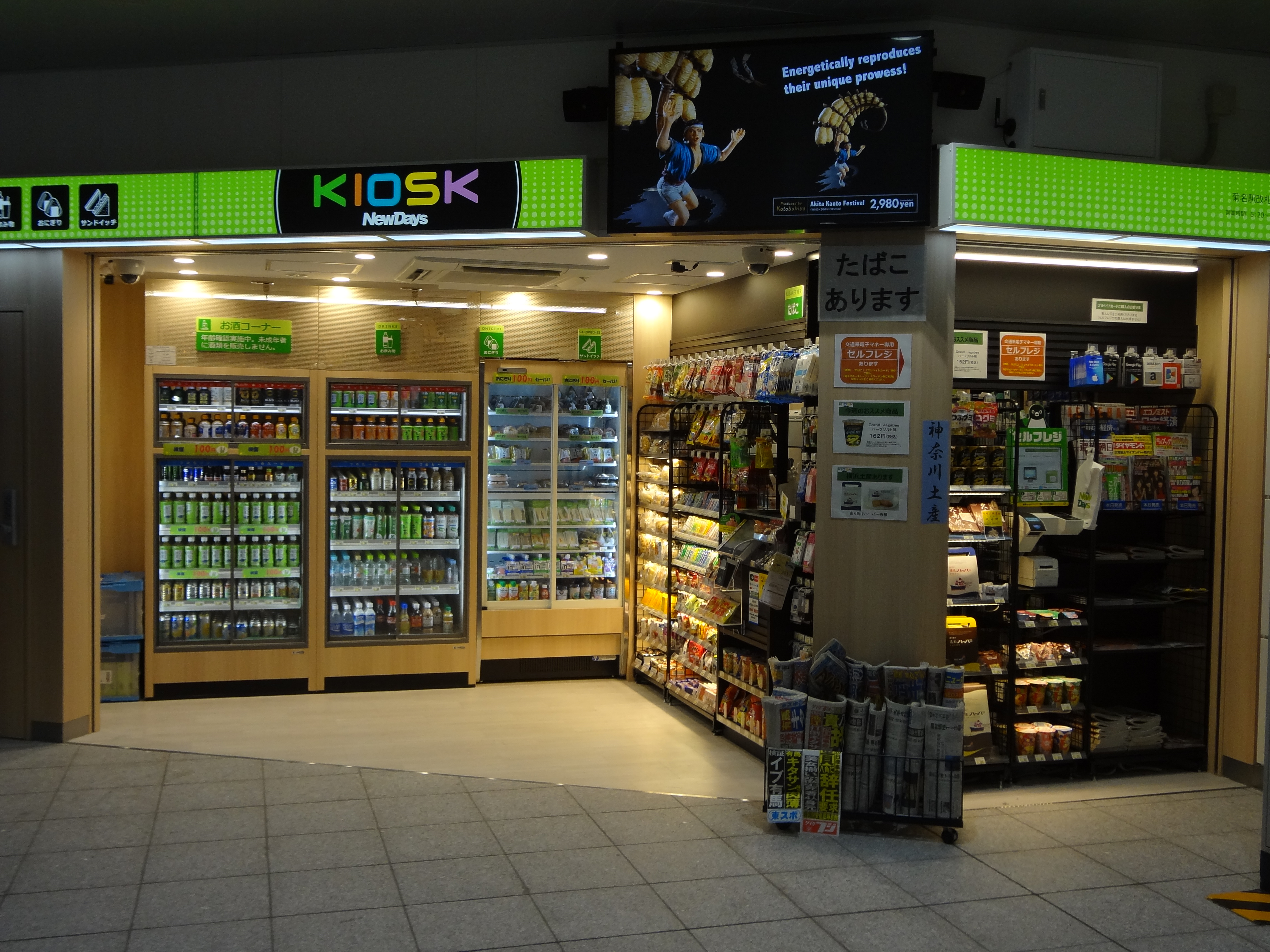
NewDaysKIOSK菊名駅改札外店（2017年12月）
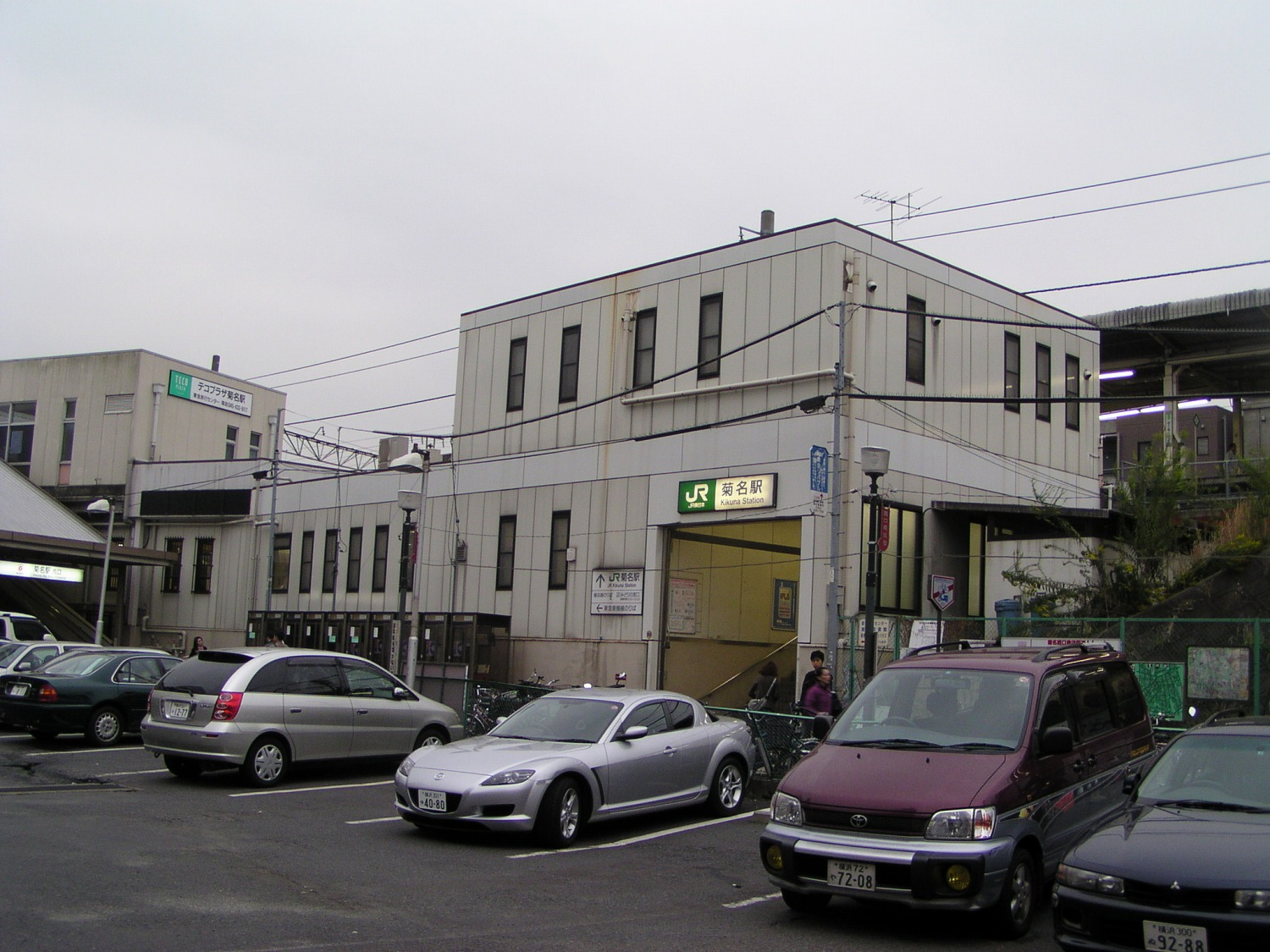
西口・旧JR駅舎（2005年11月）
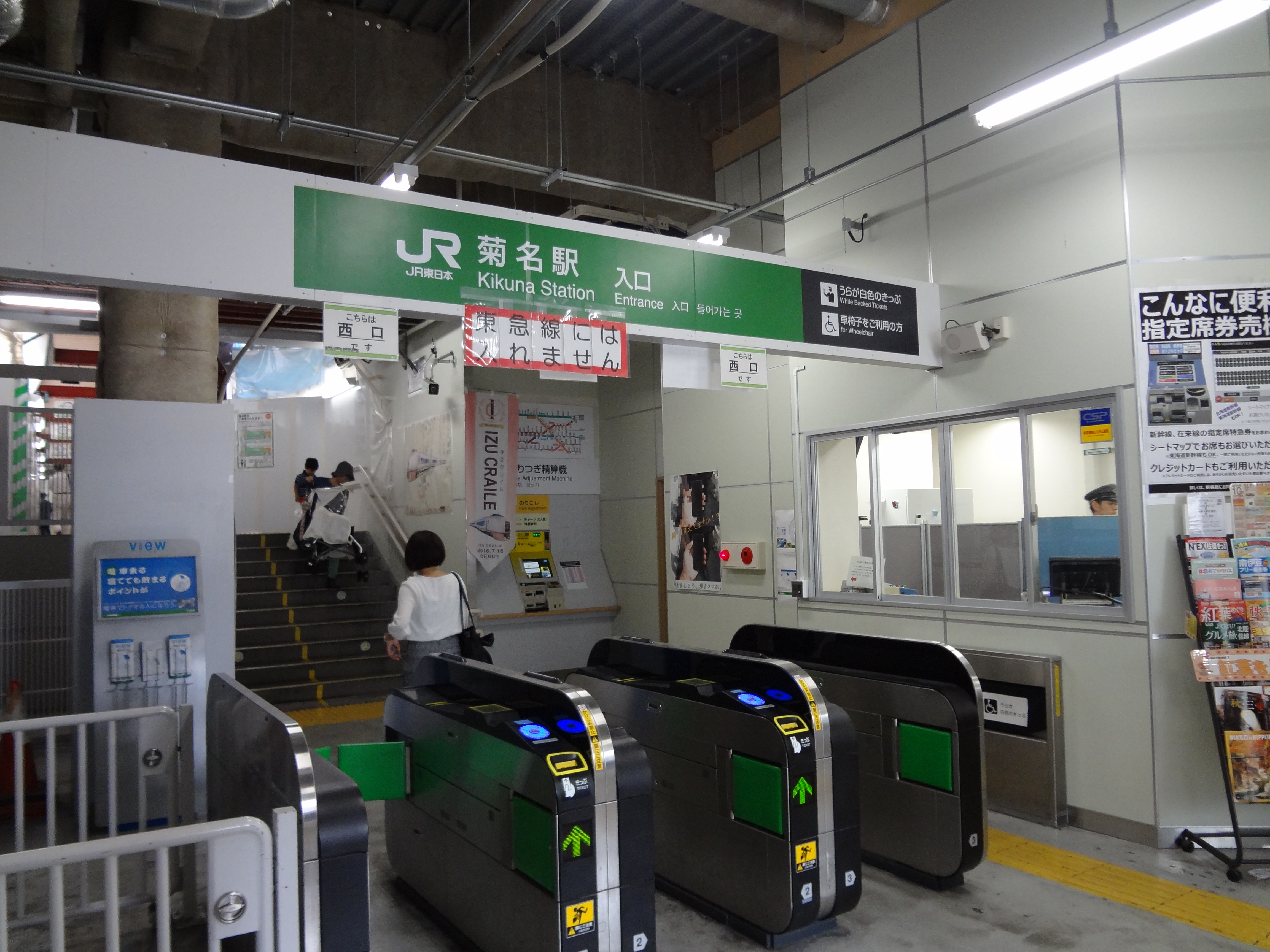
旧改札口（2016年10月）
廃止になった連絡改札（2016年10月）

### 東急電鉄
島式ホーム2面4線を有する地上駅。のりばの番号はJRからの連番により3 - 6番線が割り振られている。
改札口は中央改札と東改札の2か所で、いずれも横浜寄りにある。改札口とホームとの間にはエスカレーターとエレベーターが、改札口と地上との間にはエレベーターが設置されている。トイレは駅舎内にあり、多目的トイレを併設している。売店の「toks」は駅構内の東改札脇と上りホームにある。東改札脇の売店は、駅のバリアフリー化工事の際に一時閉店となった。
特急運転開始前までは、当駅の乗り換え案内は横浜線のほかに新幹線（東海道新幹線）も放送され、構内の乗り換え案内表示にもかつては「新幹線」と記されていた。
当駅は有料座席指定列車「S-TRAIN」を除く全旅客営業列車が停車する東横線の主要駅である。「S-TRAIN」は当駅に運転停車するが、客扱いは行わない。
下り列車は当駅以遠に待避線を持つ駅がないため、先に発車した列車がそのまま横浜、元町・中華街駅まで先着する。
夜間留置が3本設定されている。

#### のりば
| 番線 | 路線   | 方向 | 行先                         |
| ---- | ------ | ---- | ---------------------------- |
| 3・4 | 東横線 | 下り | 横浜・元町・中華街方面       |
| 5・6 | 東横線 | 上り | 渋谷・池袋・川越市・所沢方面 |

#### 緩急接続
- 3・6番線 - 各駅停車。
- 4・5番線 - 優等列車。
- 特急運転開始後は一部の列車を除き、終日自由が丘駅と共に当駅で緩急接続を実施している。
- 構造上は4・6番線が主本線、3・5番線が副本線で、2021年3月13日ダイヤ改正から渋谷方面は主に副本線を優等列車が使用している。
- 特急運転開始以前は、上り5番線が主本線、6番線が副本線となっていたが、特急運転開始時に線形改良により現在の形態となり、6番線への入線速度が向上した。

#### 引き上げ線
横浜方に8両編成対応のY形式の引き上げ線があり、4・5番線からの入線が可能で、渋谷方面への折り返し、回送、試運転、夜間の留置に使用される。
夜間の停泊列車は、早朝渋谷方面の列車に充当される。
2013年3月16日より当駅発着の一部急行列車が10両編成となったが、有効長の関係から引き上げ線を使用できないため、該当列車は2012年度中に設置された渋谷方の両渡り線を使い、当駅ホーム上で折り返す。なお、両渡り線の設置に伴い、当駅下り3・4番ホーム渋谷方面に出発信号機が設置された。
2023年3月18日より東急新横浜線開業に伴い当駅折り返しの列車は大幅に減便されることとなった。

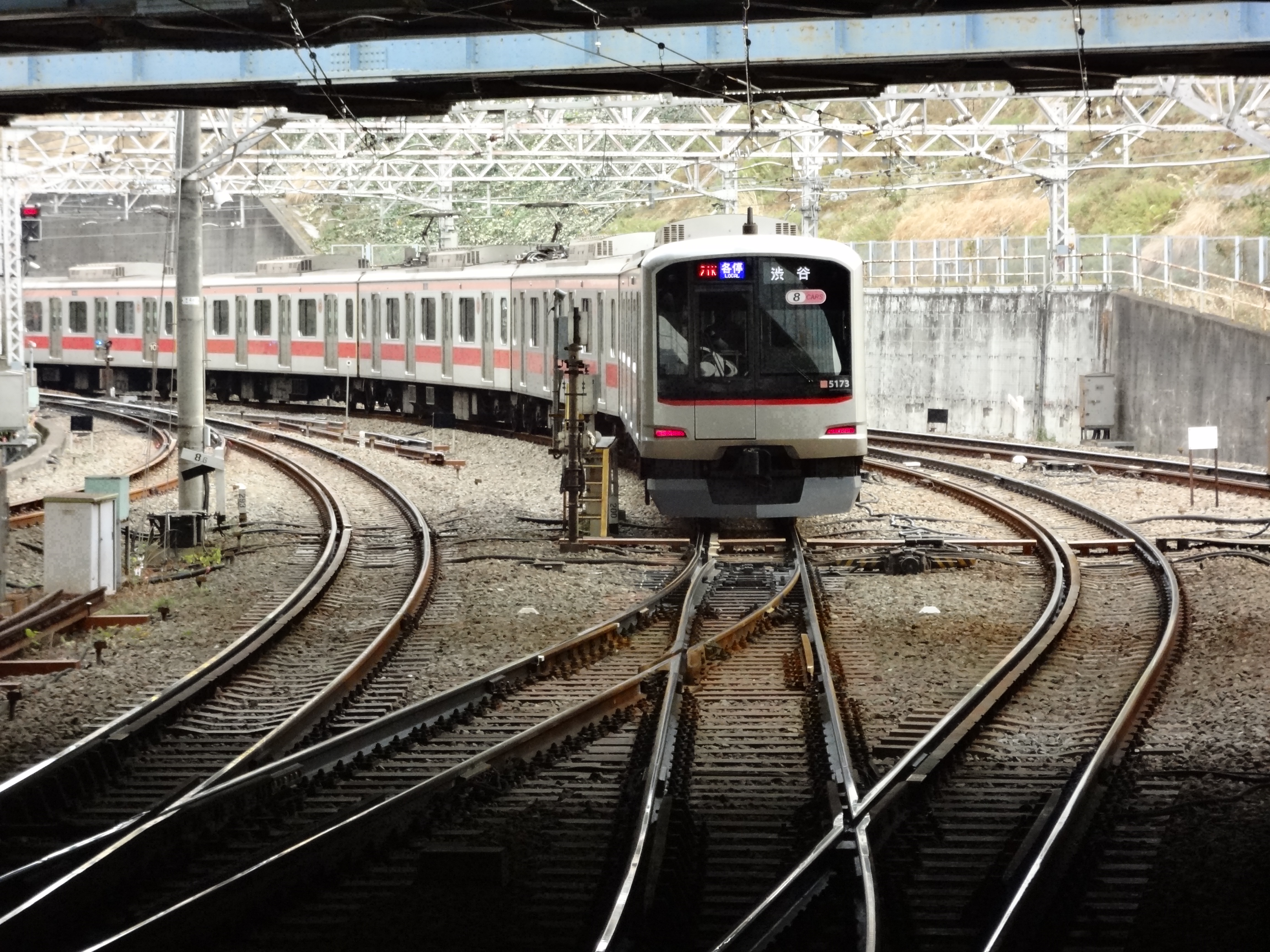
上りホームより引き上げ線と横浜方面を望む（2016年1月）
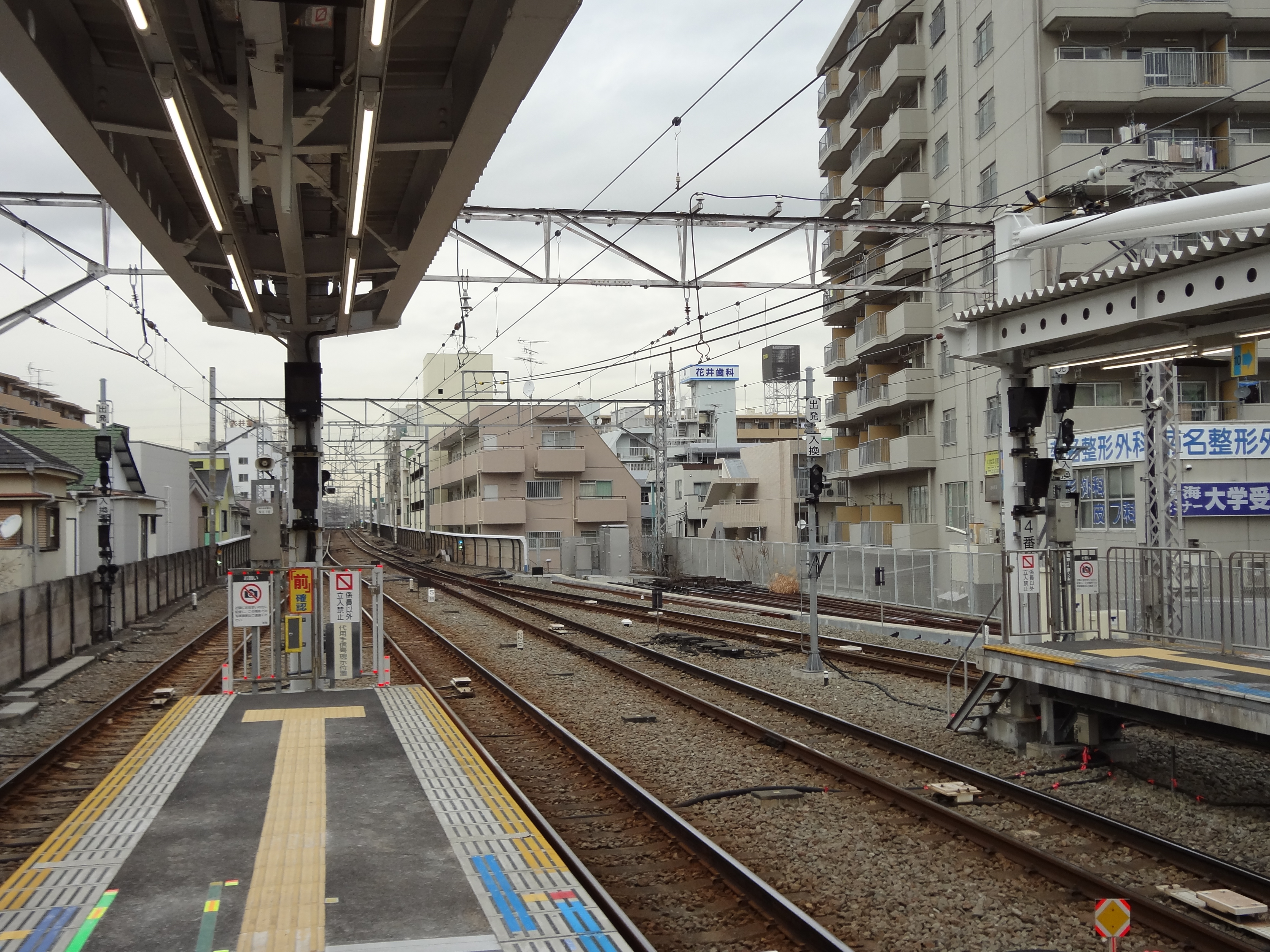
上りホームより両渡線設置につき3 - 6番線の入替信号機及び種別表示（2016年1月）
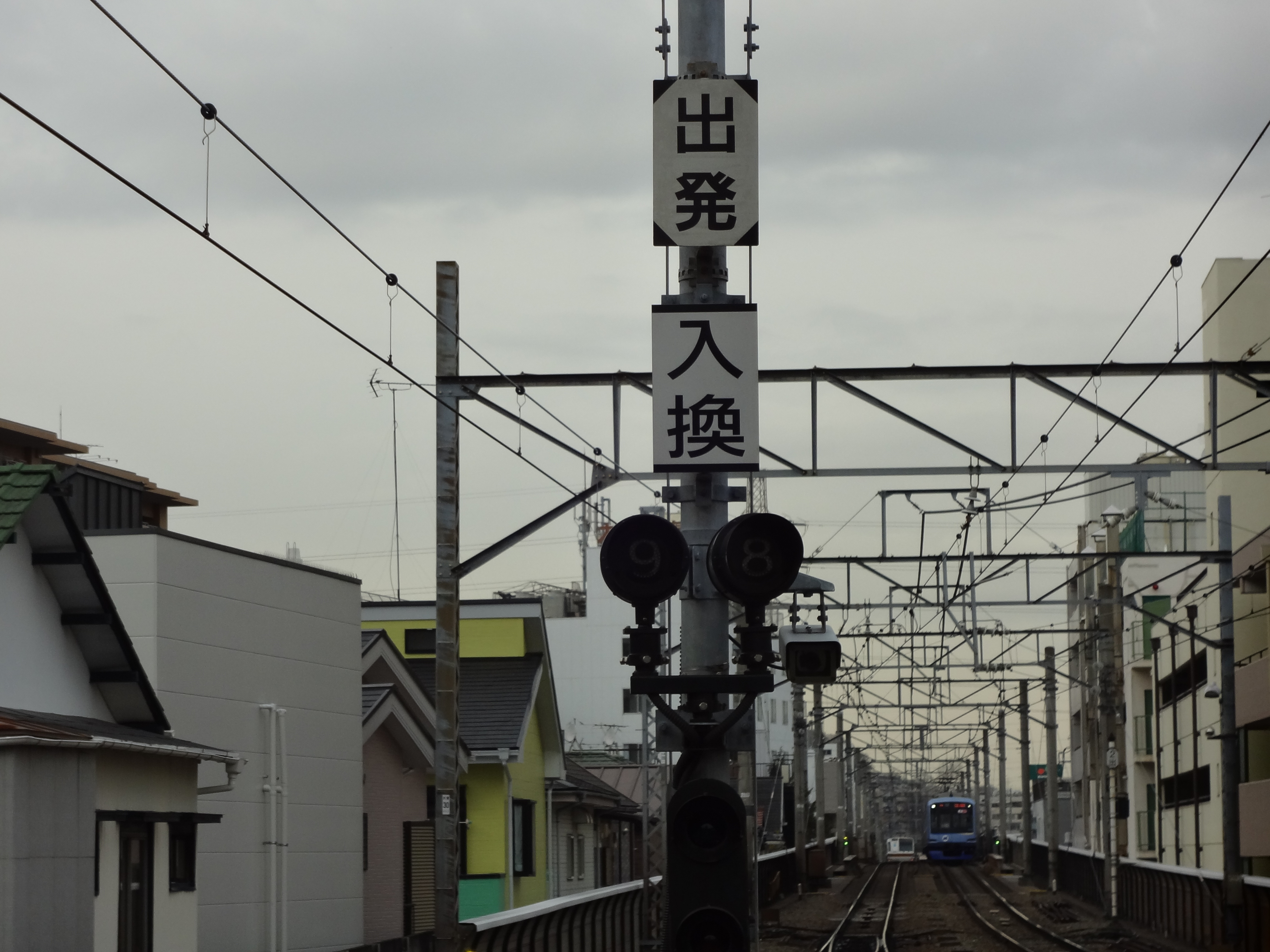
上りホームより本線兼用の引き上げ線8・9番線の進入ランプ（2016年1月）

#### 開かずの踏切
東横線では1980年代に輸送力増強が実施され、1982年（昭和57年）4月1日から急行列車で大形20 m車8両編成（それまで7両編成）、各駅停車で大形20 m車7両編成（それまで6両編成）運転が開始された。この時点で急行列車において、渋谷側先頭車1両のドアカット扱いが始まった。1986年（昭和61年）4月1日からは各駅停車でも大形20 m車8両編成の運転が開始された。
これは当駅渋谷寄りのホーム脇に踏切（大倉山3号踏切）があり、これと横浜方の急カーブに挟まれた当駅のホーム有効長は東横線の大形20 m車7両編成分の150 m弱しかなかった。そのため、大形20 m車8両編成の列車については渋谷側の先頭車（1号車）をドアカット扱いにし、踏切上にはみだして停車していた。日比谷線直通電車は18 m級車両のため、8両編成すべてがホーム内に停車可能であった。その上、朝夕などは急行を待避する各駅停車が4 - 5分ほど停車するため、ラッシュ時には1時間あたり50分程度は遮断竿が上がらず、駅の脇を通る一方通行道路は大渋滞し、この踏切は開かずの踏切と呼ばれていた。
ドアカット扱い解消のため、1989年（平成元年）12月に大倉山 - 菊名間連続立体交差事業（大倉山 - 菊名間踏切除却立体交差工事）に着手した。立体化するのは、同区間の環状2号線交差部から当駅にかけての延長776.8 mの区間である。工事にあたっては周辺は住宅街に囲まれて、仮線を敷設する用地を確保できないことから、仮線方式を使用しない「直上高架工法」（STRUM・ストラム・Shiftig Track Right Upper Method）により施工した。1991年（平成3年）10月19日終電後に線路を仮高架線に切り替える工事が行われ、翌日からは大倉山1号・2号踏切が除却された。
その後、仮設桁（STRUMでの立体化はあくまで仮高架である）から本設桁とする工事が行われ、1993年（平成5年）3月23日に当駅に隣接していた大倉山3号踏切を廃止、3月31日に当駅における大形20 m8両編成の渋谷方1両のドアカット扱いを終了、翌4月1日からドアカット扱いは解消された。代替として、歩行者用地下通路の新設と大倉山2号踏切跡（現在のサミットストア付近）の道路幅員を拡幅し、歩行者しか通行できなかった高架下を自動車が通過できるように改良した。その後、仮設ホームで延伸されていた部分の本設化などが実施され、最終的に1995年（平成7年）3月17日に竣工した。
後年に、2013年（平成25年）3月16日に運行開始した東京メトロ副都心線との相互直通運転と優等列車の10両編成化に伴い、ホームが渋谷側へ2両分延伸された。

#### 菊名問題
2005年7月25日から東横線に導入された女性専用車は横浜側の先頭車（8号車）に設定され、平日ダイヤで運行される特急・通勤特急・急行の全列車が終日対象となっていた。その結果、7号車の混雑が極めて著しくなったほか、1か所しかない階段最寄りの車両が利用できないことで利便性が低下した男性客を中心に大きな反発を受けた（いわゆる「菊名問題」）。逆に、渋谷側の先頭車（1号車）に設定すると、当時の渋谷駅ホームの構造上（頭端式で主要改札口が行き止まり側にある）、2号車の混雑が極めて著しくなることが予想できたため、当初から設定されなかった。2006年7月18日より8号車から5号車に変更されるとともに、設定時間もラッシュ時間帯のみに縮小された。
2013年3月18日から、女性専用車は直通運転先の東京メトロ副都心線に合わせて渋谷寄り先頭車両（1号車）に設定され、設定時間帯はさらに縮小されているが、対象列車は各駅停車を含めた全種別に拡大されている。

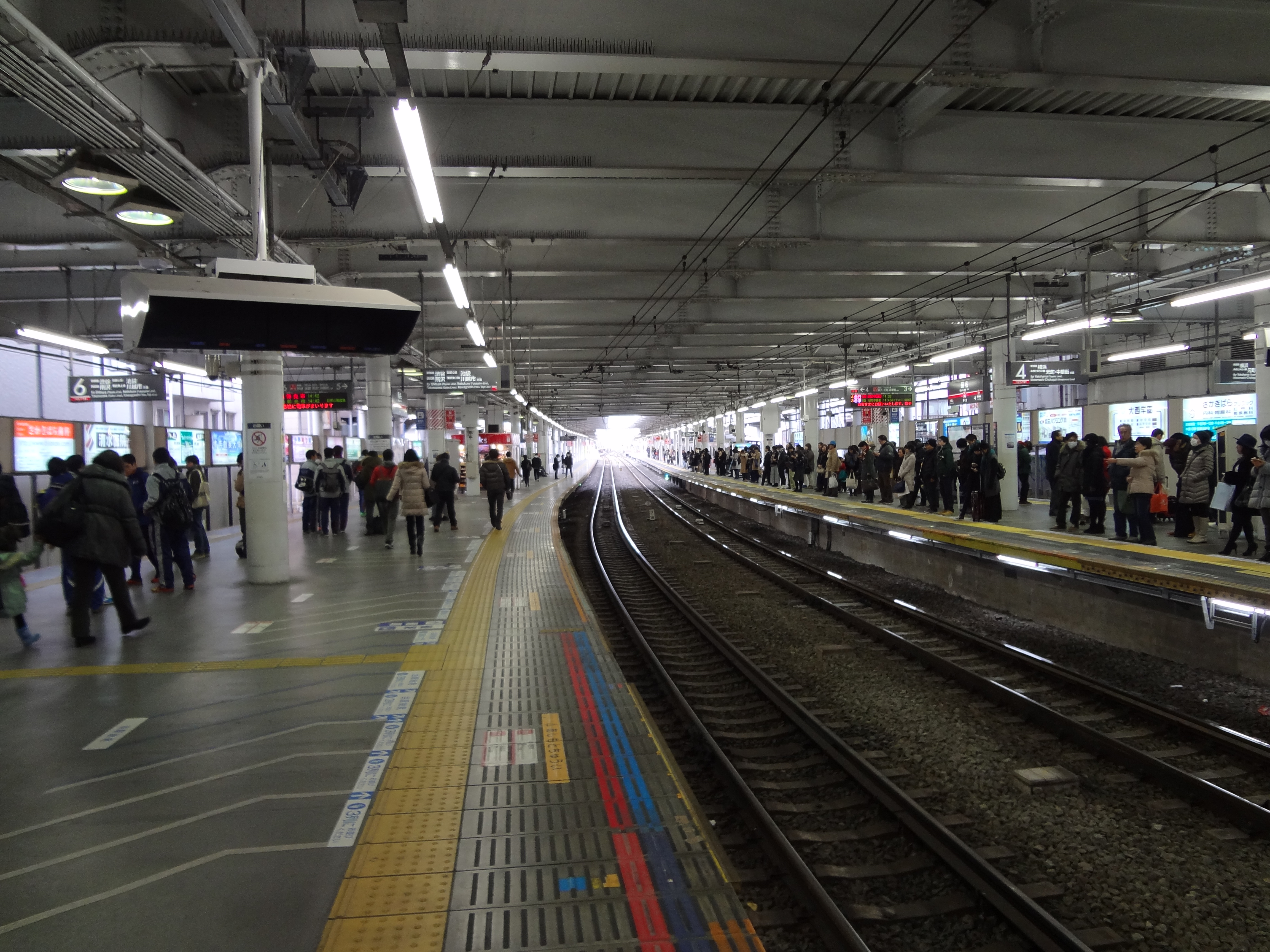
ホーム（2016年1月）

## 利用状況
- JR東日本 - 2023年度（令和5年度）の1日平均乗車人員は36,274人である[JR 1]。
2022年度は高円寺駅に次いで第97位であったが、2023年度の利用者減少で上位100駅の圏外となった。
- 東急電鉄 - 2024年度（令和6年度）の1日平均乗降人員は94,477人である[東急 1]。
東横線内では日吉駅に次いで第6位。

JR・東急共に、新型コロナウイルスの影響を受けた2020年度に加えて、東急新横浜線の影響を受けた2023年度の減少幅が大きい。

### 年度別1日平均乗降人員
2002年度（平成14年度）以降の東急の1日平均乗降人員推移は下記の通り。
| 年度               | 東急電鉄         | 東急電鉄 |
| 年度               | 1日平均 乗降人員 | 増加率   |
| ------------------ | ---------------- | -------- |
| 2002年（平成14年） | 111,024          |          |
| 2003年（平成15年） | 112,633          | 1.4%     |
| 2004年（平成16年） | 114,036          | 1.2%     |
| 2005年（平成17年） | 115,380          | 1.2%     |
| 2006年（平成18年） | 119,083          | 3.2%     |
| 2007年（平成19年） | 129,908          | 9.1%     |
| 2008年（平成20年） | 127,268          | −2.0%    |
| 2009年（平成21年） | 127,008          | −0.2%    |
| 2010年（平成22年） | 130,348          | 2.6%     |
| 2011年（平成23年） | 129,446          | −0.7%    |
| 2012年（平成24年） | 132,140          | 2.1%     |
| 2013年（平成25年） | 135,171          | 2.3%     |
| 2014年（平成26年） | 134,179          | −0.7%    |
| 2015年（平成27年） | 137,195          | 2.2%     |
| 2016年（平成28年） | 137,978          | 0.6%     |
| 2017年（平成29年） | 138,346          | 0.3%     |
| 2018年（平成30年） | 139,166          | 0.6%     |
| 2019年（令和元年） | 136,992          | −1.6%    |
| 2020年（令和02年） | 89,720           | −34.5%   |
| 2021年（令和03年） | 100,255          | 11.7%    |
| 2022年（令和04年） | 111,040          | 10.8%    |
| 2023年（令和05年） | 94,170           | -15.2%   |
| 2024年（令和06年） | 94,477           | 0.3%     |

### 年度別1日平均乗車人員（1980年 - 2000年）
1980年度（昭和55年度）以降の1日平均乗車人員推移は下記の通り。
| 年度               | JR東日本 | 東急電鉄 | 出典               |
| ------------------ | -------- | -------- | ------------------ |
| 1980年（昭和55年） |          | 37,244   |                    |
| 1981年（昭和56年） |          | 38,564   |                    |
| 1982年（昭和57年） |          | 39,148   |                    |
| 1983年（昭和58年） |          | 40,156   |                    |
| 1984年（昭和59年） |          | 40,803   |                    |
| 1985年（昭和60年） |          | 40,967   |                    |
| 1986年（昭和61年） |          | 42,499   |                    |
| 1987年（昭和62年） |          | 44,079   |                    |
| 1988年（昭和63年） |          | 45,268   |                    |
| 1989年（平成元年） |          | 47,449   |                    |
| 1990年（平成02年） |          | 49,564   |                    |
| 1991年（平成03年） | 36,810   | 49,975   |                    |
| 1992年（平成04年） | 38,392   | 50,165   |                    |
| 1993年（平成05年） | 38,208   | 49,809   |                    |
| 1994年（平成06年） | 38,236   | 49,404   |                    |
| 1995年（平成07年） | 40,001   | 54,684   | [ 統計 3 ]         |
| 1996年（平成08年） | 39,903   | 54,733   |                    |
| 1997年（平成09年） | 40,007   | 55,033   |                    |
| 1998年（平成10年） | 39,877   | 54,645   | [ 神奈川県統計 1 ] |
| 1999年（平成11年） | 39,878   | 55,009   | [ 神奈川県統計 2 ] |
| 2000年（平成12年） | 40,035   | 53,875   | [ 神奈川県統計 2 ] |

### 年度別1日平均乗車人員（2001年以降）
| 年度               | JR東日本 | 東急電鉄 | 出典                |
| ------------------ | -------- | -------- | ------------------- |
| 2001年（平成13年） | 41,522   | 56,713   | [ 神奈川県統計 3 ]  |
| 2002年（平成14年） | 43,134   | 57,407   | [ 神奈川県統計 4 ]  |
| 2003年（平成15年） | 43,941   | 57,892   | [ 神奈川県統計 5 ]  |
| 2004年（平成16年） | 45,432   | 58,927   | [ 神奈川県統計 6 ]  |
| 2005年（平成17年） | 45,783   | 59,408   | [ 神奈川県統計 7 ]  |
| 2006年（平成18年） | 47,309   | 61,229   | [ 神奈川県統計 8 ]  |
| 2007年（平成19年） | 51,380   | 66,358   | [ 神奈川県統計 9 ]  |
| 2008年（平成20年） | 49,566   | 65,272   | [ 神奈川県統計 10 ] |
| 2009年（平成21年） | 49,742   | 64,244   | [ 神奈川県統計 11 ] |
| 2010年（平成22年） | 50,969   | 66,331   | [ 神奈川県統計 12 ] |
| 2011年（平成23年） | 50,595   | 65,663   | [ 神奈川県統計 13 ] |
| 2012年（平成24年） | 51,612   | 67,079   | [ 神奈川県統計 14 ] |
| 2013年（平成25年） | 53,155   | 68,498   | [ 神奈川県統計 15 ] |
| 2014年（平成26年） | 52,577   | 67,819   | [ 神奈川県統計 16 ] |
| 2015年（平成27年） | 53,349   | 69,249   | [ 神奈川県統計 17 ] |
| 2016年（平成28年） | 53,228   | 69,482   | [ 神奈川県統計 18 ] |
| 2017年（平成29年） | 52,958   | 69,618   | [ 神奈川県統計 19 ] |
| 2018年（平成30年） | 54,058   | 69,861   | [ 神奈川県統計 20 ] |
| 2019年（令和元年） | 53,819   | 68,768   |                     |
| 2020年（令和02年） | 36,355   | 45,007   |                     |
| 2021年（令和03年） | 39,155   | 50,317   |                     |
| 2022年（令和04年） | 43,226   |          |                     |
| 2023年（令和05年） | 36,274   |          |                     |

## 駅周辺

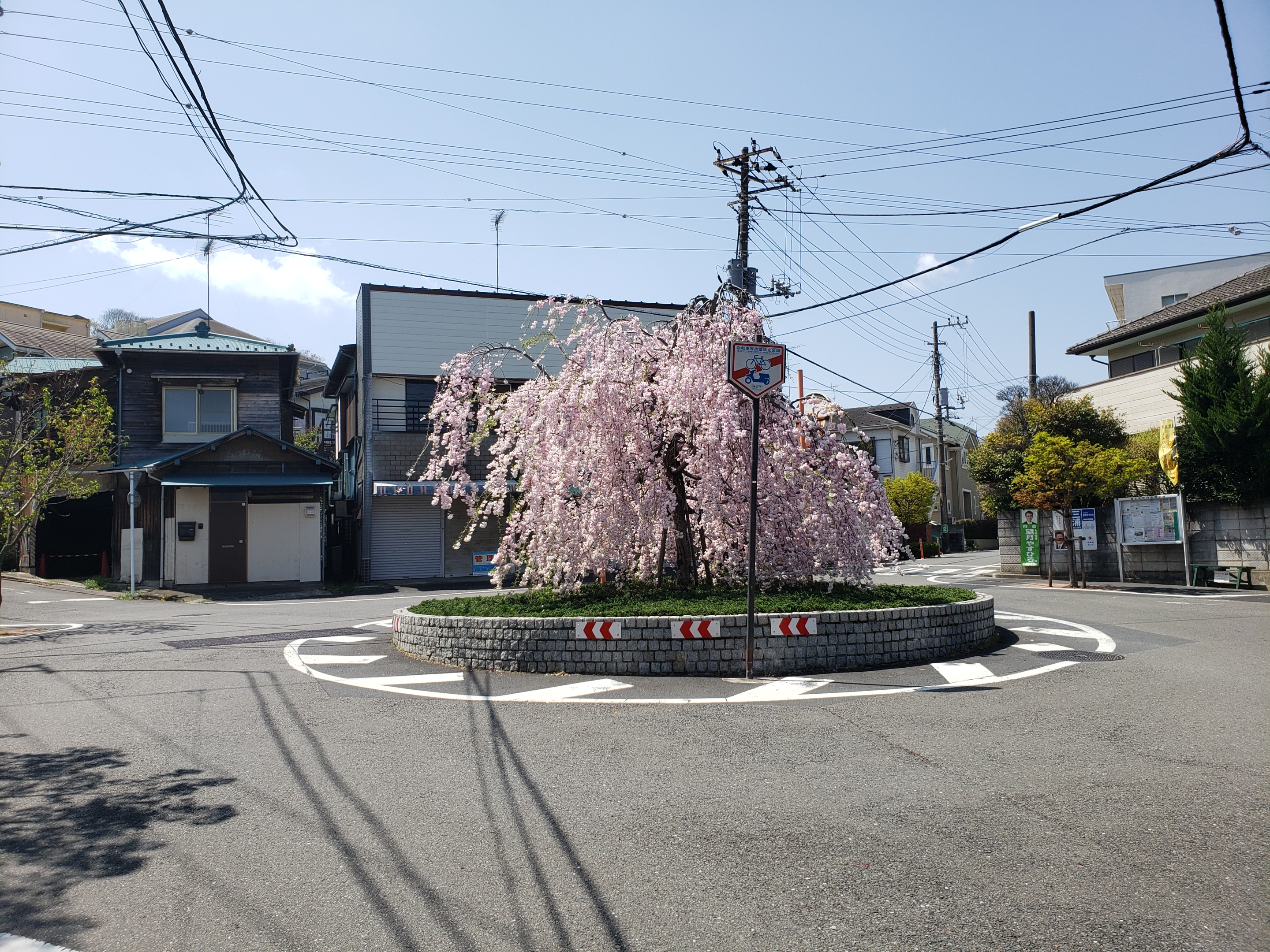
桜が咲く錦が丘のロータリー

当駅は、東横線を境に東口と西口があり、東西自由通路の東口寄りに東急、西口寄りにJRの出入口がある。駅周辺の道路の幅員は非常に狭く、路線バス、タクシーなどのターミナルはおろか、駅前広場もない。
もともと、東横線開通当時の駅予定地は現在地よりも横浜寄りであり、駅を中心とした放射線状の道路に東京横浜電鉄（当時）が田園調布・日吉と並ぶ住宅地「篠原学園都市」を開発する構想があったが、横浜線との乗り継ぎを考え、駅を計画地より若干渋谷寄りに開設した。その名残りが現在の錦が丘ロータリーである。
駅周辺は閑静な住宅地になっている。

### 東口

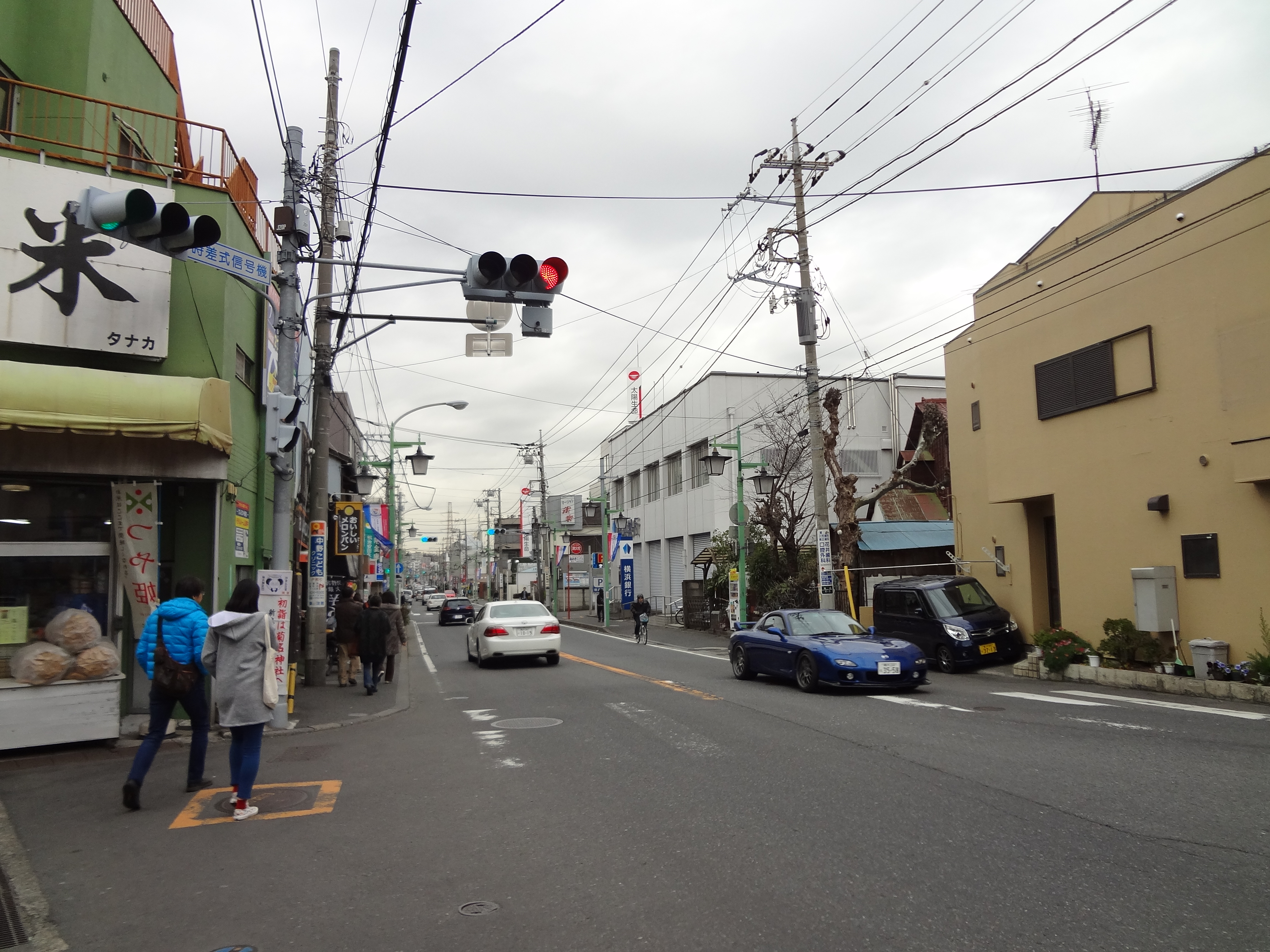
綱島街道（2016年1月）

駅前は南から北に向かう一方通行の道路（旧綱島街道）で、全体的にマンションが多い。「菊名駅前」と名乗るバス停留所は2か所存在する。一つは川崎鶴見臨港バスの「菊名駅前」で駅前東口階段直下にあり、もう一つの横浜市営バスの「菊名駅前」は駅から北に200mほど離れた綱島街道路上（芝信用金庫の前）にある。
タクシー乗り場は、この東出口はもとより反対側西出口にも存在しない。その代わり、前述の臨港バスの停留所直前に1台分が停まれるスペースがあり、そこで客待ちをしているタクシーが大抵いるので、これを利用することになる。ちなみに2台目以降は、その遥か後方の青木ビル前付近路上にて待機し、この先頭車両に客が乗車して発車次第、後方の2台目が当該スペースに移動するという「ショットガン方式」をとっている。もちろんこれらは駐車違反であるが、界隈のタクシー需要の旺盛さを考えると致し方ない面もあり、また当のタクシー側も違反を認識しつつ慎ましく営業しているので、地元や警察からは事実上黙認されているのが現状である。実際、タクシーセンター等が定期的に取り締まりに来ているので、一定程度の秩序は保たれている。
ただし、2022年7月ごろより、警察の指導によりタクシー車両の付待ちは禁止された。よって偶然流れてくる空車タクシーを拾うかアプリ等の配車サービスにて呼ぶしか、この乗り場からタクシーに乗車する方法はない。

### 西口
東口同様に駅前広場などはなく西口には路線バスも乗り入れてない。
2018年9月28日よりJR駅舎テナント部に「CIAL菊名」が完成し、まいばすけっと、デリフランス（ベーカリー・カフェ）の店舗が入店したが、西口周辺は一戸建て中心の閑静な住宅地が広がる。

### 店舗・施設
- スーパー
  - 東急ストア 菊名店（駅本屋内、2025年3月15日よりリニューアル工事のため、一時閉鎖中。）
  - サミットストア 菊名店

- 郵便局・銀行
  - 港北郵便局
    - ゆうちょ銀行 港北店

  - 神奈川菊名郵便局
  - 横浜銀行 菊名支店
  - 芝信用金庫 菊名支店
  - JA横浜港北支店

- 学校
  - 英理女子学院高等学校（旧・高木学園女子高等学校） / 認定こども園 高木学園附属幼稚園
  - 横浜市立菊名小学校
  - 菊名ドライビングスクール

- 本社企業
  - アマノ株式会社

- その他
  - 横浜市立港北図書館 / 横浜市菊名地区センター（旧・港北区総合庁舎）
  - 菊名山蓮勝寺
  - 菊名神社
  - 大寶山本乗寺
  - 菊名記念病院
  - 日本基督教団 横浜菊名教会附属菊名愛児園

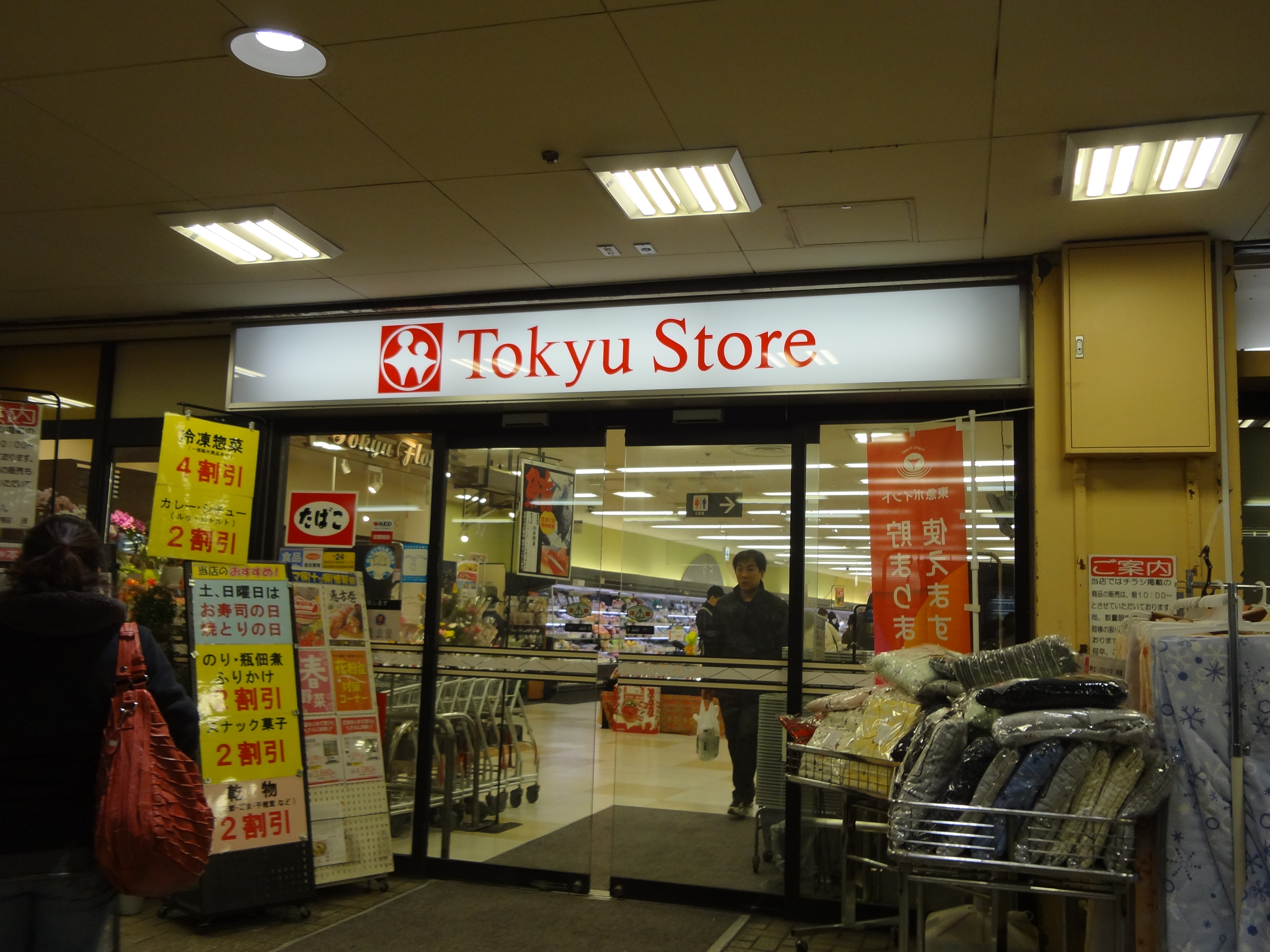
東急ストア 駅構内
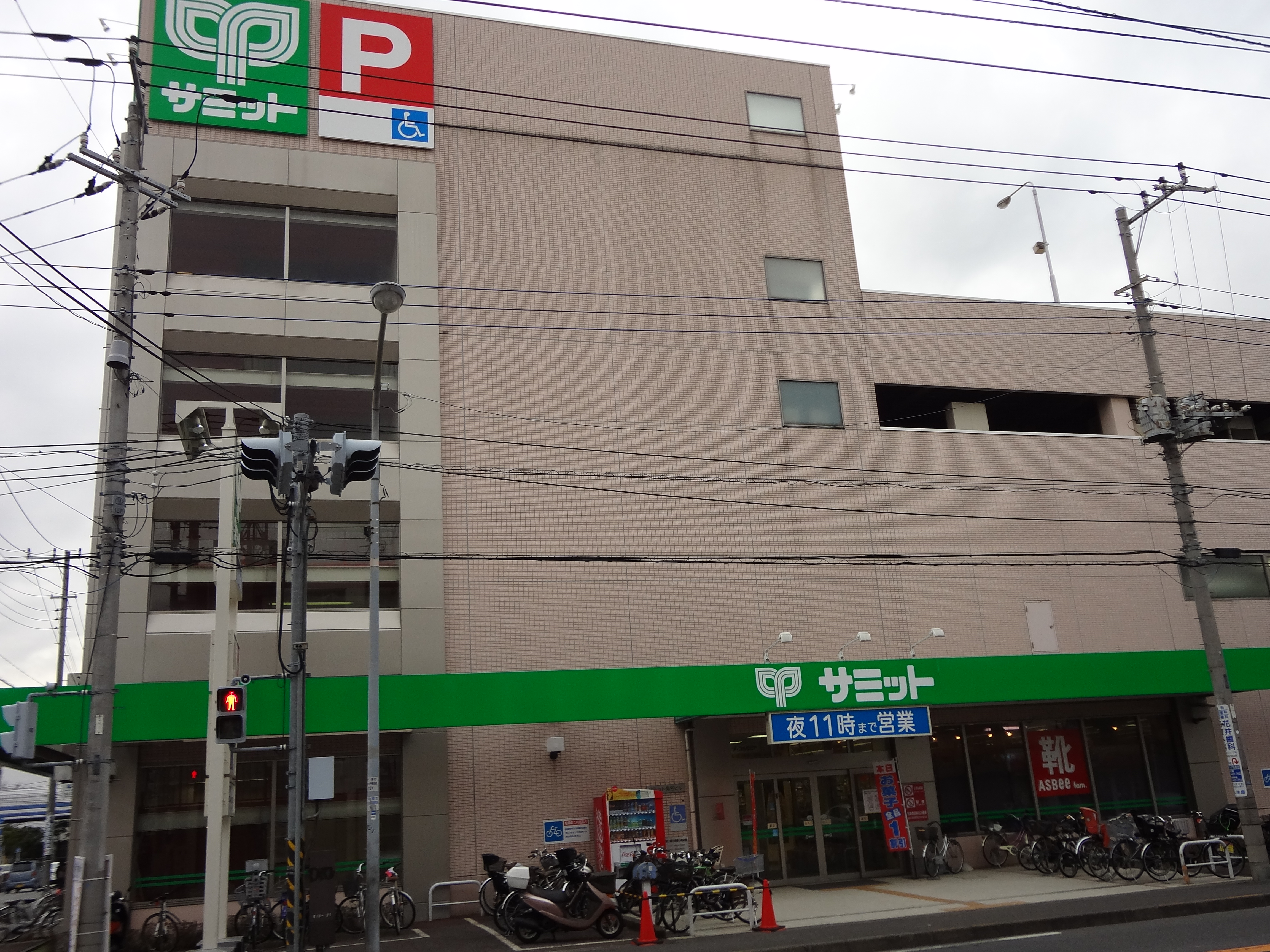
サミットストア
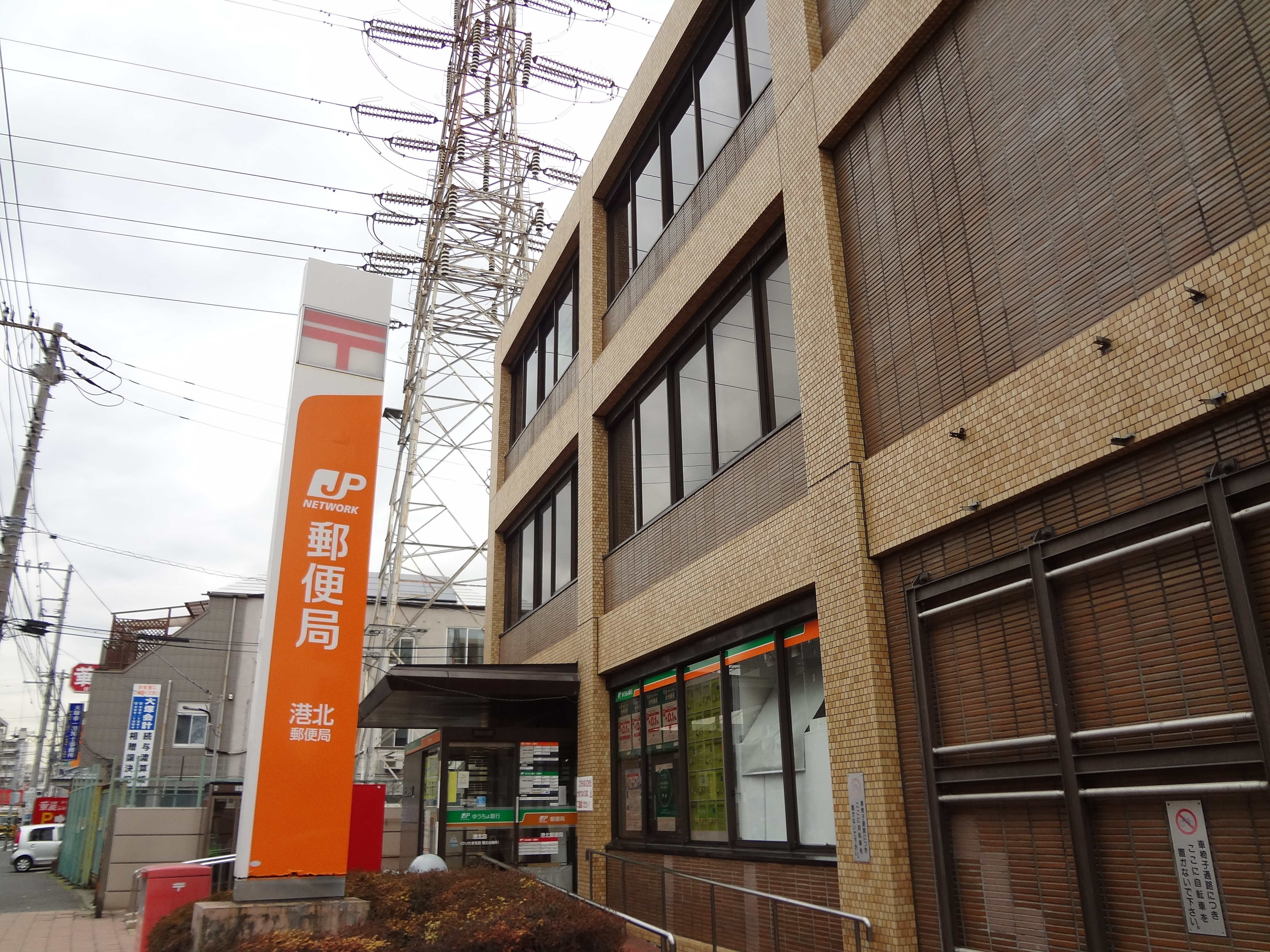
港北郵便局
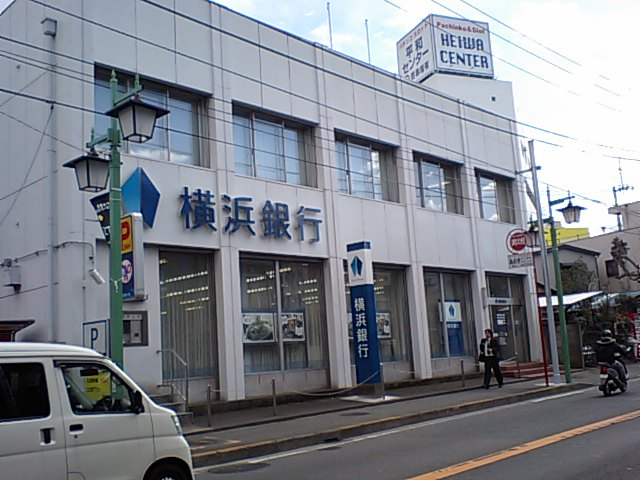
横浜銀行菊名支店

  - 菊名貝塚跡
  - 港北警察署 菊名駅前交番

- 周辺商店街
  - 菊名東口商栄会
  - 菊名西口商店街

- 周辺道路
  - 綱島街道
  - 旧綱島街道
  - 首都高速神奈川7号横浜北線 馬場出入口

- 東急ストア 駅構内
- サミットストア
- 港北郵便局
- 横浜銀行菊名支店

## バス路線
駅前に「菊名駅前」停留所があるが、運行事業者によって発着場所は異なり、旧綱島街道沿い東口駅前に川崎鶴見臨港バス乗り場があり、東口から北へ200 m程綱島街道沿いに 横浜市営バス乗り場がある。
- 川崎鶴見臨港バス
  - 鶴01：鶴見駅西口
- 横浜市営バス
  - 41：鶴見駅西口 / 川向町 / 新横浜駅 / 港北車庫
  - 59：横浜駅西口 / 新綱島駅 / 大豆戸交差点

その他
正式な路線バスではないが、毎週火曜日に限って「コミバス市民の会」が「菊名おでかけバス」の運行を会員制で実施している。
- 菊名駅前（東口）- 菊名地区センター裏、港北公会堂 方面
- 菊名駅西口 - 錦が丘ロータリー 篠原八幡神社、富士塚通り、妙蓮寺郵便局方面

## 隣の駅
東日本旅客鉄道（JR東日本）
 横浜線
■快速
東神奈川駅 (JH 13) - 菊名駅 (JH 15) - 新横浜駅 (JH 16)
■各駅停車
大口駅 (JH 14) - 菊名駅 (JH 15) - 新横浜駅 (JH 16)
東急電鉄
 東横線
■特急
武蔵小杉駅 (TY11) - 菊名駅 (TY16) - 横浜駅 (TY21)
□通勤特急
日吉駅 (TY13) - 菊名駅 (TY16) - 横浜駅 (TY21)
■急行
綱島駅 (TY14) - 菊名駅 (TY16) - 横浜駅 (TY21)
■各駅停車
大倉山駅 (TY15) - 菊名駅 (TY16) - 妙蓮寺駅 (TY17)

### 記事本文